# Erika Salumäe

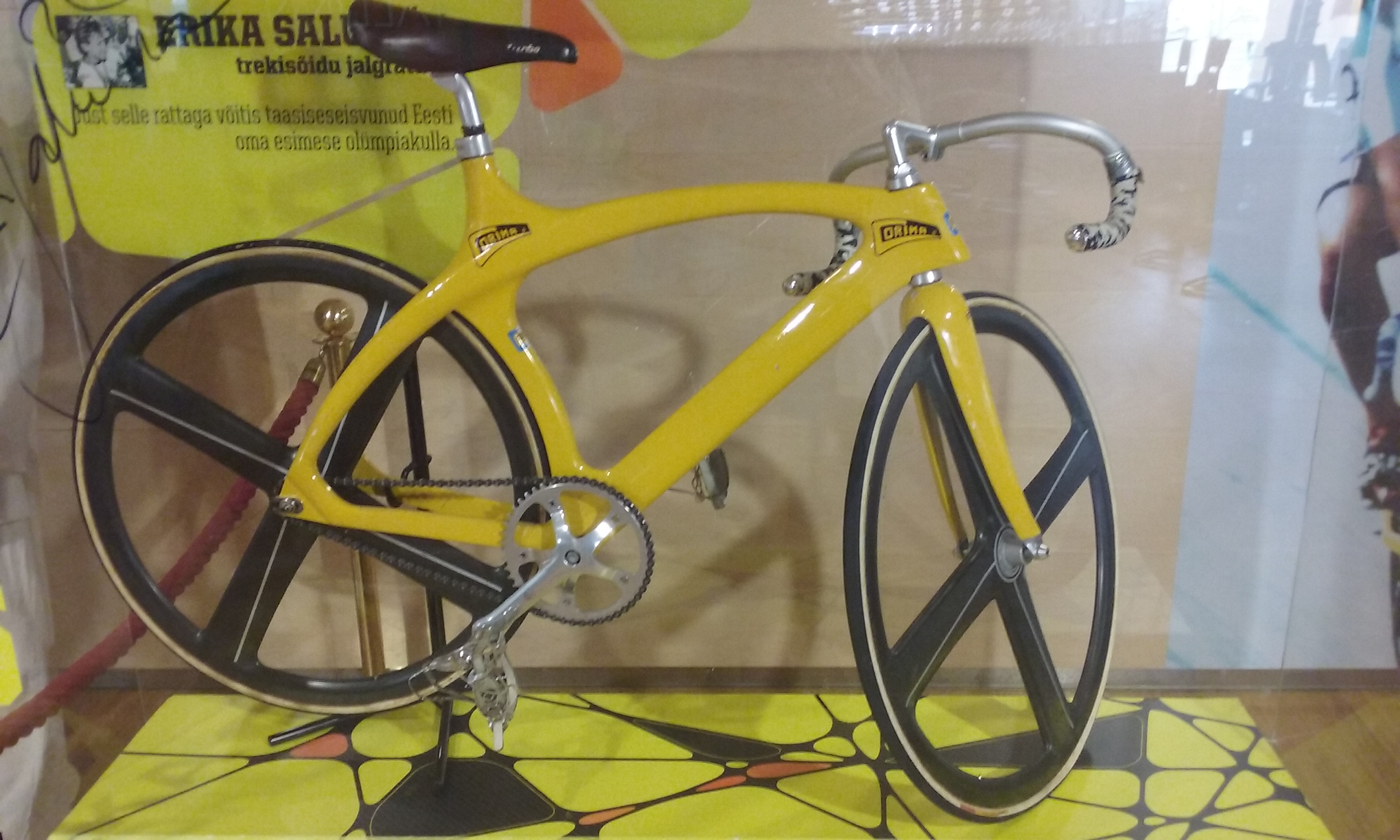
Bicicleta d'Erika Salumäe als Jocs Olímpics de Barcelona 1992

Erika Salumäe (Pärnu, Unió Soviètica 1962) és una ciclista estoniana, ja retirada, guanyadora de dues medalles olímpiques d'or.

## Biografia
Va néixer l'11 de juny de 1962 a la ciutat de Pärnu, capital del comtat del mateix nom, que en aquells moments formava part de la República Socialista Soviètica d'Estònia (Unió Soviètica) i que avui dia forma part d'Estònia.

## Carrera esportiva
Especialista en ciclisme en pista, va participar, als 26 anys, en els Jocs Olímpics d'Estiu de 1988 raelitzats a Seül (Corea del Sud) on, sota representació soviètica, va guanyar la medalla d'or en la prova de velocitat individual (esprint) en la primera ocasió que es disputava aquesta competició. En els Jocs Olímpics d'Estiu de 1992 celebrats a Barcelona (Catalunya) aconseguí revalidar aquest metall, en aquesta ocasió en representació d'Estònia, esdevenint la primera medalla d'or aquesta nació des de 1936. En els Jocs Olímpics d'Estiu de 1996 realitzats a Atlanta (Estats Units) finalitzà sisena en aquesta mateixa prova, aconseguint així un diploma olímpic.
Al llarg de la seva carrera ha guanyat cinc medalles en el Campionat del Món de ciclisme en pista, entre elles dues medalles d'or.

## Palmarès
- 1987
  -  Campiona del Món de velocitat individual
- 1988
  -  Medalla d'or als Jocs Olímpics de Seül en Velocitat individual
  - 1a al Gran Premi de París en velocitat
- 1989
  -  Campiona del Món de velocitat individual
- 1992
  -  Medalla d'or als Jocs Olímpics de Barcelona en Velocitat individual

### Resultats a laCopa del Món
- 1995
  - 1a a Adelaida i Quito, en Velocitat
  - 1a a Tòquio i Quito, en 500 m.